# Manuel Borges de Ávila
Manuel Borges de Ávila (Urzelina, 17 de setembro de 1870 — Angra do Heroísmo, 11 de agosto de 1958) foi um comerciante e jornalista que, entre outras funções políticas, foi presidente da Câmara Municipal de Angra do Heroísmo..

## Biografia
Nasceu na freguesia da Urzelina da ilha de São Jorge, tendo realizado os estudos liceais em Angra do Heroísmo. Destinada à advocacia, matriculou-se no curso de Direito da Universidade de Coimbra, mas desistiu e fixou-se em Angra do Heroísmo, onde a partir de 1891 se dedicou ao comércio. Em sociedade com seu irmão Emílio Borges de Ávila fundou em 1902 a firma comercial Borges de Ávila & Irmão.
Para além da sua actividade como empresário, dedicou-se ao jornalismo e à política, aderindo às correntes monárquicas e conservadoras. Foi colaborador, entre outros, dos jornais Correio dos Açores, ao tempo órgão da Diocese de Angra, e  A União e do semanário A Verdade.
Ligado aos meios católicos e sensível às questões da assistência social, presidiu durante 36 anos à direcção da Irmandade de Nossa Senhora do Livramento de Angra do Heroísmo, que operava o Orfanato e ao Asilo da Infância Desvalida daquela cidade. Foi presidente honorário do conselho particular da Sociedade de São Vicente de Paulo.
Presidiu à Junta Geral do Distrito Autónomo de Angra do Heroísmo e à Câmara Municipal de Angra do Heroísmo (de 7 de Maio de 1924 a 13 de Agosto de 1924).